# Franz Ströbele
Franz Ströbele (* 10. September 1879 in Ochsenhausen, Kr. Biberach/Riß; † 28. September 1952 in Stuttgart) war ein deutscher Landwirt. Von 1947 bis zu seinem Tod war er der erste Präsident des Bauernverbandes Württemberg-Baden.

## Werdegang
Ströbele wurde als Sohn eines Gutsbesitzers geboren. Nach dem Besuch der Lateinschule in Biberach wechselte er an das Gymnasium in Ravensburg, das er mit der Reifeprüfung abschloss. Im Anschluss erwarb er im elterlichen Betrieb und zwei weiteren Gutsbetrieben in Württemberg eine praktische landwirtschaftliche Ausbildung. Seine Ausbildung setzte er an der Landwirtschaftlichen Hochschule in Hohenheim fort und legte dort 1903 die Prüfung zum Diplom-Landwirt ab.
Es folgte eine kurze Tätigkeit als Assistent an einer Ackerbauschule im Elsass. 1904 kam er als Lehrer an die Landwirtschaftsschule in Ulm und von 1907 bis zu seiner Einberufung zum Kriegsdienst im Juli 1916 war er Leiter der Landwirtschaftsschule in Leonberg. Nach seiner Heimkehr war er bis zu ihrer Auflösung im Jahr 1920 Geschäftsführer der während des Ersten Weltkriegs eingerichteten Fleischversorgungsstelle Württemberg-Hohenzollern. Von Juli 1920 bis Juli 1922 arbeitete er im Rang eines Regierungsrates als Referent für Landwirtschaft bei der Zentralstelle für Landwirtschaft in Stuttgart. Während dieser Zeit organisierte er das Sammeln und Weiterleiten von landwirtschaftlichen Gütern für die Erfüllung der Reparationsforderungen, die nach dem Ersten Weltkrieg an Deutschland gestellt worden waren. 
1922 wechselte er zum Chemieunternehmen BASF in Ludwigshafen und war dort mehr als 23 Jahre lang als Organisator des gesamten landwirtschaftlichen Versuchs- und Beratungswesens, insbesondere auf dem Gebiet der Düngung, tätig. Er war Leiter der Versuchsstation Limburgerhof und betreute weitere Gutsbetriebe des Unternehmens. Nach seiner Pensionierung bewirtschaftete er das Gut Daummühle bei Oberflockenbach im Odenwald, das er bereits 1932 erworben hatte. Als sein Alter die Führung des Betriebs nicht mehr zuließ, verpachtete er das Gut und übersiedelte 1951 nach Stuttgart.
Als 1947 in Württemberg-Baden nach dem Zusammenbruch des Dritten Reichs wieder eine berufsständische Organisation der Bauern gegründet werden sollte, fiel die Wahl des ersten Präsidenten auf Ströbele, der durch seine Tätigkeit in der landwirtschaftsnahen Industrie als Pionier des landwirtschaftlichen Fortschritts galt. In seinem Amt knüpfte er Kontakte mit zahlreichen landwirtschaftlichen Vereinigungen und Einrichtungen in Deutschland und Europa und war zudem Mitglied der Deutschen Landwirtschaftsgesellschaft und des landwirtschaftlichen Forschungsrates. 1950 wurde er in seinem Amt bestätigt. Als sich die Bildung eines Südweststaates abzeichnete, gehörte er zu den starken Verfechtern eines gemeinsamen Bauernverbandes für Baden-Württemberg.
Das letzte Jahr der Präsidentschaft war durch seinen sich verschlechternden Gesundheitszustand beeinträchtigt. Auf der Mitgliederversammlung des Bauernverbandes Württemberg-Baden im Frühjahr 1952 kündigte er die baldige Niederlegung seiner Ämter an. Nach einem Krankenhausaufenthalt im August war er an das Bett gefesselt und bat daher am 24. September 1952 die Kreisvorsitzenden des Verbandes schriftlich um Entbindung von seinem Amt. Vier Tage später starb Ströbele in seinem Haus in Stuttgart im Alter von 73 Jahren.
In seiner Eigenschaft als Verbandspräsident war er Mitglied des Präsidiums des Deutschen Bauernverbandes, des Verwaltungsrates der Württembergischen Landeszentralbank, des Landesverkehrsbeirates und des Rundfunkrates des Süddeutschen Rundfunks.
Franz Ströbeles Sohn Rudolf Ströbele (1911–1988) war der Vater von Hans-Christian Ströbele.

## Ehrungen
- 1927: Ehrendoktor der Universität Gießen
- 1952: Verdienstkreuz (Steckkreuz) der Bundesrepublik Deutschland